# 松本弥生
松本 弥生（まつもと やよい、1990年3月8日-）は、日本の女子競泳選手。静岡県沼津市出身。種目は自由形。所属はミキハウス→リトルトウキョウプロダクション→XFLAG SPORTS。

## 人物
- 飛龍高等学校卒業、日本体育大学体育学部体育学科卒業、日本体育大学大学院修了[2]。
- 5歳の時に1992年バルセロナオリンピックの金メダリスト岩崎恭子が通っていた沼津スポーツセンターに通い、中学時代はバスケットボールで明け暮れた[4]。*2010年の広州アジア大会で400mリレーと800mリレーで銀メダルを、50m自由形で銅メダルを獲得した。2012年ロンドンオリンピックの400m自由形リレーで7位入賞（44年振りの決勝進出を果たす）。2016年にリオデジャネイロオリンピックの400ｍ自由形リレーで8位に入賞[5]。
- 2017年3月から芸能事務所「リトルトウキョウプロダクション」に所属[6]。現役は継続している[7]。
- 2018年12月にツイッターで現役復帰することを明らかにした。そしてミクシィのXFLAGに所属することを決めた[8][9]。マネジメントはテコテック[8][9]。
- 2021年8月9日、自身の公式SNSで、結婚したことを発表した[10][11]。
- 2022年2月28日に引退表明した[12]。